# Evening Standard
Evening Standard este un ziar britanic înființat la data de 21 mai 1827. Ziarul pune accent pe știrile de afaceri și este singurul cotidian de seară plătit din Londra.
Din 1986 până în 2009 ziarul a fost deținut de compania Daily Mail and General Trust, prin subsidiara acesteia, Associated Newspapers. În ianuarie 2009, miliardarul rus Aleksandr Lebedev a cumpărat 75,1% din acțiunile ziarului, aflat în mare dificultate financiară, pentru suma de doar 1 GBP. Lebedev a declarat atunci că va respecta independența editorială a cotidianului, dar nu a procedat așa.
În luna aprilie 2008, Evening Standard avea un tiraj de 281.187 de exemplare.

## Legături externe
- Sit web oficial